# Теорема Вітні про вкладення
Теорема Вітні про вкладення — затвердження диференціальної топології, згідно якому довільно гладка {\displaystyle m}-вимірна багатоманітність з лічильною базою допускає гладке вкладення в {\displaystyle m}-вимірний Евклідів простір. Встановлено Хасслером Уітні в 1938 році.
Наведений результат є оптимальним, коли {\displaystyle m} — ступінь двійки: тоді {\displaystyle m}-вимірний проєктивний простір неможливо вкласти в {\displaystyle (2m-1)}-вимірний евклідів простір.

## Схема доказу
Випадки {\displaystyle m=1} і {\displaystyle m=2} встановлюються напряму.
Для доказу випадку {\displaystyle m\geqslant 3}, використовується факт, що гладке відображення загального положення {\displaystyle f\colon M\to \mathbb {R} ^{2m}} є імерсією з кінцевою кількістю точок трансверсального самоперетину.
Позбутися від цих точок самоперетину можна, кілька разів застосувавши трюк Вітні. Він складається з наступного. Візьмемо точки {\displaystyle p,q\in \mathbb {R} ^{2m}}самоперетин відображення {\displaystyle f} маючи різні знаки. Візьмемо крапки {\displaystyle x_{p},y_{p},x_{q},y_{q}\in M}, для яких {\displaystyle f(x_{p})=f(y_{p})=p} і {\displaystyle f(x_{q})=f(y_{q})=q}. З'єднаємо {\displaystyle x_{p}} та {\displaystyle x_{q}} гладкою кривою {\displaystyle x\subset M}. З'єднаємо {\displaystyle y_{p}} і {\displaystyle y_{q}} гладкою кривою {\displaystyle y\subset M}. Тоді {\displaystyle f(x\cup y)} є замкнута крива в {\displaystyle \mathbb {R} ^{2m}}. Далі побудуємо відображення {\displaystyle h\colon D^{2}\to \mathbb {R} ^{2m}} з границею {\displaystyle h(\partial D^{2})=f(x\cup y)}. Загалом, {\displaystyle h} є вкладенням та {\displaystyle h(D^{2})\cap f(M)=h(\partial D^{2})} (якраз тут використовується те, що {\displaystyle m\geqslant 3}). Тоді можна ізотопувати {\displaystyle f} у маленькій околиці диска {\displaystyle h(D^{2})} так, щоб ця пара точок самоперетину зникла. В останнє твердження легко повірити, представивши картинку для {\displaystyle m=1} (В якій властивості диска виявилися виконані випадково, а не за загальним положенням).
Наведемо малюнок іншого способу позбавитися точок самоперетину відображення загального положення {\displaystyle f\colon M\to \mathbb {R} ^{2m}}. Він ґрунтується на важливій ідеї поглинання. (Іноді застосування цієї  ідеї помилково називають трюком Вітні.) Візьмемо точку {\displaystyle p\in \mathbb {R} ^{2m}}самоперетину відображення {\displaystyle f}. Візьмемо крапки {\displaystyle x,y\in M}, для яких {\displaystyle f(x)=f(y)=p}. З'єднаємо {\displaystyle x} і {\displaystyle y} гладкою кривою {\displaystyle l\subset M}. Тоді {\displaystyle f(l)} є замкнута крива в {\displaystyle \mathbb {R} ^{2m}}. Далі побудуємо відображення {\displaystyle h\colon D^{2}\to \mathbb {R} ^{2m}} з кордоном {\displaystyle h(\partial D^{2})=f(l)}. Загалом, {\displaystyle h} є вкладенням та {\displaystyle h(D^{2})\cap f(M)=h(\partial D^{2})} (якраз тут використовується те, що m⩾3). Тепер можна ізотопувати {\displaystyle f} у маленькій околиці диска {\displaystyle h(D^{2})} так, щоб ця точка самоперетину зникла.

## Варіації та Узагальнення
Нехай {\displaystyle M} є гладке m-вимірне різноманіття, де {\displaystyle m>1}:
- Якщо m не є ступенем двійки, тоді існує вкладення {\displaystyle M} в {\displaystyle \mathbb {R} ^{2m-1}}.
- {\displaystyle M} може бути занурене в {\displaystyle \mathbb {R} ^{2m-1}}.
  - Більше того {\displaystyle M} може бути занурене в {\displaystyle \mathbb {R} ^{2m-a}}, де {\displaystyle a} є число одиниць у двійковому представлені числа {\displaystyle m}.
    - Останній результат є оптимальним: для будь-якого {\displaystyle m} можна побудувати m-вимірне різноманіття (наприклад добуток речових проективних просторів), яке неможливо занурити в {\displaystyle \mathbb {R} ^{2m-a-1}}.
- Теорема Мостоу — Паласа дає еквіваріантний варіант теореми Вітні про вкладення.